# Lèmur mostela d'Ankarana
El lèmur mostela d'Ankarana (Lepilemur ankaranensis) és un lèmur mostela endèmic de Madagascar. És una de les espècies més petites de lèmurs mostela, amb una llargada total d'uns 53 cm, dels quals 25 cm pertanyen a la cua. Pesa aproximadament 750 grams. Viu al nord de l'illa, a boscos de plana secs d'Ankarana, Andrafiamena i Analamerana, així com al bosc montà de la Montagne d'Ambre.